# Легка атлетика на літніх Олімпійських іграх 2008 — біг на 1500 метрів (жінки)
Змагання з бігу на 1500 метрів серед жінок на Літніх Олімпійських іграх 2008 у Пекіні проходили 21 та 23 серпня на Пекінському національному стадіоні.

## Медалістки
| Золото             | Срібло                  | Бронза                 |
| Ненсі Ланґат Кенія | Ірина Ліщинська Україна | Наталія Тобіас Україна |

## Кваліфікація учасників
Національний олімпійський комітет (НОК) кожної країни мав право заявити для участі у змаганнях не більш як три спортсменки, які виконали норматив А (4:07.00) у кваліфікаційний період з 1 січня 2007 року по 23 липня 2008 року. Також НОК міг заявити не більш як одну спортсменку з тих, хто виконав норматив B (4:08.00) за той же період. Кваліфікаційні нормативи були встановлені ІААФ.

## Рекорди
Дані наведено на початок Олімпійських ігор. 
| Світовий рекорд     | Цюй Юнься (Китай)    | 3:50,46 | Пекін (Китай)         | 11 вересня 1993 року |
| Олімпійський рекорд | Паула Іван (Румунія) | 3:53,96 | Сеул (Південна Корея) | 1 жовтня 1988 року   |

За підсумками змагань обидва рекорди залишилися незмінними.

## Змагання

### Перший раунд
Перші три спортсменки з кожного забігу незалежно від показаного часу автоматично потрапляють у фінал змагань. Також до фіналу потрапляють ще три учасниці, які показали найкращий час серед решти спортсменок.
Час результатів зазначено в секундах. Також використані такі скорочення:
- Q — кваліфікована за місцем у забігу
- q — кваліфікована за часом
- SB — найкращий результат у сезоні
- PB — найкращий результат у кар'єрі
- NR — національний рекорд

| Місце | Спортсменка            | Результат | Примітки |
| ----- | ---------------------- | --------- | -------- |
| 1.    | Маріам Юсуф Джамал     | 4:05,14   | Q        |
| 2.    | Наталія Родрігес       | 4:05,30   | Q        |
| 3.    | Сіхам Хілалі           | 4:05,36   | Q, SB    |
| 4.    | Ганна Міщенко          | 4:05,61   | q, PB    |
| 5.    | Сара Джеймісон         | 4:06,64   |          |
| 6.    | Стефані Туелл          | 4:06,68   |          |
| 7.    | Ганна Якубчак-Павелець | 4:07,33   |          |
| 8.    | Крістін Вюрт-Томас     | 4:09,70   |          |
| 9.    | Айрін Джелагат         | 4:09,92   |          |
| 10.   | Костянтина Ефедакі     | 4:15,02   |          |
| 11.   | Наїда Туамі            | 4:18,99   |          |

| Місце | Спортсменка       | Результат | Примітки |
| ----- | ----------------- | --------- | -------- |
| 1.    | Ірина Ліщинська   | 4:13,60   | Q        |
| 2.    | Ірис Фуентес-Пила | 4:14,10   | Q        |
| 3.    | Бтіссам Лахуад    | 4:14,34   | Q        |
| 4.    | Сьюзен Скотт      | 4:14,66   |          |
| 5.    | Вайола Кібівотт   | 4:15,62   |          |
| 6.    | Гелетей Бурка     | 4:15,77   |          |
| 7.    | Аньєс Самарія     | 4:15,80   |          |
| 8.    | Ерін Донохью      | 4:16,05   |          |
| 9.    | Лайза Корріген    | 4:16,32   |          |
| 10.   | Лідія Хоєцьких    | 4:19,57   |          |
| 11.   | Доміньяс Тонья    | 5:05,76   | NR       |

| Місце | Спортсменка     | Результат | Примітки |
| ----- | --------------- | --------- | -------- |
| 1.    | Ненсі Ланґат    | 4:03,02   | Q, SB    |
| 2.    | Наталія Тобіас  | 4:03,19   | Q, SB    |
| 3.    | Лайза Добріскі  | 4:03,22   | Q, PB    |
| 4.    | Шеннон Ровбері  | 4:03,89   | q        |
| 5.    | Ганна Альмінова | 4:04,66   | q        |
| 6.    | Сільвія Ейдіс   | 4:08,37   |          |
| 7.    | Рене Калмер     | 4:08,41   |          |
| 8.    | Соня Роман      | 4:08,52   |          |
| 9.    | Лю Цин          | 4:09,27   |          |
| 10.   | Мескер Ассефа   | 4:10,04   |          |
| 11.   | Бухра Хаабі     | 4:19,89   |          |

### Фінал
| Місце | Спортсменка        | Результат | Примітки |
| ----- | ------------------ | --------- | -------- |
| 1.    | Ненсі Ланґат       | 4:00,23   | PB       |
| 2.    | Ірина Ліщинська    | 4:01,63   |          |
| 3.    | Наталія Тобіас     | 4:01,78   | PB       |
| 4.    | Лайза Добріскі     | 4:02,10   | PB       |
| 5.    | Маріам Юсуф Джамал | 4:02,71   |          |
| 6.    | Наталія Родрігес   | 4:03,19   | SB       |
| 7.    | Шеннон Ровбері     | 4:03,58   |          |
| 8.    | Ірис Фуентес-Пила  | 4:04,86   |          |
| 9.    | Ганна Міщенко      | 4:05,13   | PB       |
| 10.   | Сіхам Хілалі       | 4:05,57   |          |
| 11.   | Ганна Альмінова    | 4:06,99   |          |
| 12.   | Бтіссам Лахуад     | 4:07,25   |          |